# Jauja (film)
Jauja è un film del 2014 diretto da Lisandro Alonso.
Il film è stato presentato al Festival di Cannes 2014 nella sezione Un Certain Regard.